# Brusicco
Brusicco  (Brùsìch in dialetto bergamasco) è una contrada di Sotto il Monte Giovanni XXIII, paese in provincia di Bergamo, che ha acquistato notorietà perché, il 25 novembre 1881, vi nacque Angelo Giuseppe Roncalli, che fu eletto Papa nel 1958 con il nome di Giovanni XXIII. Da anni è diventato luogo di devozione e meta ogni anno di migliaia di pellegrini: a Brusicco è possibile visitare la casa natale di Roncalli e la piccola chiesa di Santa Maria Assunta in Brusicco (del XV secolo) dove il futuro pontefice fu battezzato. Sul retro della casa natale sorge il seminario del PIME (Pontificio Istituto Missioni Estere).